# Katianira setifera
Katianira setifera är en kräftdjursart som beskrevs av Oleg Grigor'evich Kussakin 1982. Katianira setifera ingår i släktet Katianira och familjen Katianiridae. Inga underarter finns listade i Catalogue of Life.